# Jean-Baptiste Carhaix
Jean-Baptiste Carhaix est le pseudonyme sous lequel André Menguy, né le 8 mai 1946 à Golfe-Juan (Vallauris) et mort le 7 mars 2023 à Bron, a mené sa carrière de photographe. Il est particulièrement connu pour son travail sur les Sœurs de la Perpétuelle Indulgence de San Francisco, qu'il photographie entre 1980 et 1996. En avril 2022, ces dernières l'élèvent d'ailleurs Pope Condom I.

## Biographie

### Jeunesse et études
Né au lendemain de la Seconde Guerre mondiale, André Menguy perd très tôt, en 1947, son père, militaire de carrière, lors d'une opération de déminage.

### Carrière photographique

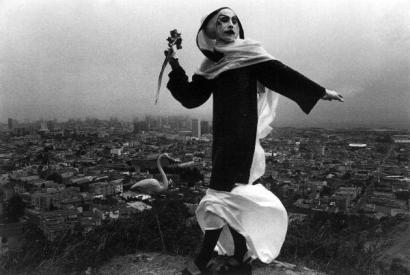
Photographie de Jean-Baptiste Carhaix tirée de la série Sisters of Perpetual Indulgence.

Professeur et directeur d'établissement, André Menguy signe sous le nom de Jean-Baptiste Carhaix ses photographies. Il commence à les exposer en 1980. Après les avoir rencontrées en 1979, peu de temps après la création de leur Ordre, Jean-Baptiste Carhaix débute entre 1981 et 1983 son travail sur les Sœurs de la Perpétuelle Indulgence de San Francisco. Si celui-ci tient au départ du documentaire, le photographe lui donne dès 1984 une dimension plus artistique, mettant en scène les Sœurs, notamment sur les hauteurs de la ville. La première exposition de ces photographies a lieu en 1985. 
Entre 1992 et 1994, faisant face au suicide d'un ami ainsi qu'à la mort de plusieurs des Sœurs de la Perpétuelle Indulgence qui ont posé pour lui, Jean-Baptiste Carhaix réalise la série des Danses macabres. Il l'expose en 2005 aux côtés de photographies des Sœurs. 
À partir de 2008, Jean-Baptiste Carhaix réalise plusieurs séries de photographies autour de la thématique de l'enfance : Poétique de Barbie, Mickey Business et Vanités de l'enfance, enfants et vanités. 
À partir de 2016, il se lance enfin dans une série de photographies des bunkers allemands formant le Mur de l'Atlantique, dans le prolongement d'un travail antérieur sur les graffitis à Lyon. 